# Ancylis ecuadorica
Ancylis ecuadorica is een vlinder uit de familie van de bladrollers (Tortricidae). De wetenschappelijke naam van de soort is voor het eerst geldig gepubliceerd in 2009 door Józef Razowski & Janusz Wojtusiak.

## Type
- holotype: "female. 24.I.2004. leg. Wojtusiak & Pyrcz. genitalia slide 393"
- instituut: MZUJ, Kraków, Polen
- typelocatie: "Ecuador, Province Morona Santiago, N.P. Sangay, Qda Shillñan, via Guamote-Macas, 3100 m"